# Harry Rowohlt
Harry Rowohlt (Hamburgo, 27 de marzo de 1945 – Hamburgo, 15 de junio de 2015) fue un escritor y traductor alemán. También interpretó el papel de un abandonado en la famosa telenovela semanal alemana Lindenstraße.

## Biografía
Harry Rowohlt es hijo del editor Ernst Rowohlt y la actriz Maria Rowohlt. Nació en el tercer matrimonio de la actriz con el pintor Max Rupp. Más tarde, se casaría con el editor que lo adoptaría como su hijo. 
Después de completar sus estudios, entró a trabajar en la editorial Suhrkamp Verlag y se ofreció como voluntario para la de su medio hermano Heinrich Maria Ledig-Rowohlt. Después de un viaje a Nueva York, trabaja en una agencia de publicidad. En 1971, se convirtió en traductor independiente del inglés. Es narrador de sus propias traducciones y autor de la editorial Pooh's corner en Die Zeit, así como actor en la serie de televisión Lindenstraße.
Heredó el 49% de las acciones del negocio de su padre, pero se negó a emprender. En 1982, sus hermanos vendieron sus partes de la editorial a Georg von Holtzbrinck Publishing Group. 
Mantuvo su editorial regularmente hasta 1998, ocasionalmente hasta marzo de 2013 cuando decidió parar. Recibió el Premio Johann Heinrich Voß de Traducción y el Premio Kurd Lasswitz.
Las lecturas de Harry Rowohlt son famosas por su exceso de extensión, comentarios sobre textos, comentarios inconexos, anécdotas, relatos autobiográficos o diálogos con el público. A veces anima a beber para apreciar mejor el texto.
En 2007, anuncia su retirada por la polineuropatía,  de ahí su dificultad para poder caminar. Después de un periodo de ausencia, vuelve a la lectura en 2009.

## Obra
- Ich, Kater Robinson (en colaboración con Peter Schössow). - Hamburg : Carlsen, 1997. - ISBN 3-551-51460-7
- In Schlucken-zwei-Spechte (en colaboración con Ralf Sotscheck). - München : Goldmann, 2004. - ISBN 3-442-45606-1
- Der Kampf geht weiter. Schönen Gruß, Gottes Segen und Rot Front. Nicht weggeschmissene Briefe. - Zürich : Verl. Kein & Aber, 2005. - ISBN 3-0369-5133-4
- Pooh's corner - Meinungen und Deinungen eines Bären von geringem Verstand. - München : Heyne, 1996. - ISBN 3-453-10849-3
- John Rock oder der Teufel. - Zürich : Verl. Kein & Aber
- Pooh's Corner II - Neue Meinungen und Deinungen eines Bären von geringem Verstand. Haffmanns Verlag 1997